# Byla jednou koťata
Byla jednou koťata je československý animovaný televizní seriál z roku 1977 vysílaný v rámci Večerníčku. Námět i scénář zabezpečila Ljuba Štíplová, seriál výtvarně připravil Josef Váňa. Kameru obstarali Milan Racek, Jiří Ševčík a Boris Baromykin. Hudbu složil Jaroslav Celba, zvuk obstaral Benjamin Astrug. Střihově zpracovala Květa Mašková, vedoucí výroby byl Václav Strnad. Animaci měli na starosti Zdeněk Šob, Jiří Tyller a Zuzana Jupová. Vyprávění namluvil Josef Dvořák. Režisérem díla byl Ladislav Čapek. Bylo natočeno 13 epizod, každá po 8 minutách.
Vyrobil Krátký film Praha, Studio Jiřího Trnky.
Večerníček o dvou zvědavých a hravých koťatech Canfourkovi a Macourkovi…

## Seznam dílů
1. Kočičí koření
2. Kočičí spravování
3. Kočičí kopaná
4. Kočičí čmárání
5. Kočičiny
6. Kočičí umývání
7. Kočičí pečování
8. Kočičí svačina
9. Kočičí postrašení
10. Kočičí pranice
11. Kočičí trefa
12. Kočičí pověry
13. Kočičí mlsání